# 上田純一
上田 純一（うえだ じゅんいち、1950年 - ）は、日本の日本史学者、京都府立大学特任教授。
熊本県熊本市生まれ。京都府立大学文学部卒業、九州大学大学院文学研究科博士後期課程単位取得退学。1995年「九州中世禅宗史の研究」で九大文学博士。九州大学文学部助手、福岡市教育委員会（博物館準備室）などを経て、京都府立大学文学部歴史学科教授。2016年定年退任、特任教授。

## 著書
- 『九州中世禅宗史の研究』文献出版 2000
- 『相国寺の歴史 平成17年度教化活動委員会研修会講義録』相国寺教化活動委員会 2006
- 『足利義満と禅宗』法藏館 シリーズ権力者と仏教 2011

### 共編著・校訂
- 『史料纂集 古文書編 [第12]入江文書』校訂 続群書類従完成会 1986
- 『京都観光学のススメ』井口和起,野田浩資,宗田好史共著 人文書院 2005
- 『本能寺史料 中世篇』藤井学,波多野郁夫,安国良一共編著 思文閣出版 2006
- 『相国寺蔵西笑和尚文案 自慶長二年至慶長十二年』伊藤真昭,原田正俊,秋宗康子共編 思文閣出版 2007
- 『史料纂集 古記録編 147 京都金地院公文帳』校訂 八木書店 2007
- 『丹後地域史へのいざない』編 思文閣出版 2007